# Иран на зимних Олимпийских играх 1976
Иран принимал участие в Зимних Олимпийских играх 1976 года в Инсбруке (Австрия) в пятый раз за свою историю, но не завоевал ни одной медали.

## Состав сборной
Сборная Ирана состояла из 4 спортсменов: все — мужчины, все — горнолыжники.

## Результаты
Соревнования прошли с 5 по 13 февраля и одновременно считались соревнованиями 24 чемпионата мира по горнолыжному спорту.
| Athlete                   | Event             | 1st run           | 2nd run           | Total          | Rank           |
| ------------------------- | ----------------- | ----------------- | ----------------- | -------------- | -------------- |
| Горбан Али Калхор         | Слалом            | не финишировал    | —                 | —              | —              |
| Горбан Али Калхор         | Гигантский слалом | 2:02.30           | 2:06.65           | 4:08.95        | 47             |
| Горбан Али Калхор         | Скоростной спуск  | 1:59.15           | 1:59.15           | 1:59.15        | 55             |
| Мохаммад Калхор           | Слалом            |                   | не стартовал      | —              | —              |
| Мохаммад Калхор           | Гигантский слалом | 1:59.95           | не финишировал    | —              | —              |
| Мохаммад Калхор           | Скоростной спуск  | не финишировал    | не финишировал    | не финишировал | не финишировал |
| Акбар Калили              | Слалом            | дисквалифицирован | —                 | —              | —              |
| Акбар Калили              | Гигантский слалом | 2:02.98           | дисквалифицирован | —              | —              |
| Акбар Калили              | Скоростной спуск  | 2:00.32           | 2:00.32           | 2:00.32        | 58             |
| Мохаммад Хади Киа-Шемшаки | Слалом            | дисквалифицирован | —                 | —              | —              |
| Мохаммад Хади Киа-Шемшаки | Гигантский слалом | не финишировал    | —                 | —              | —              |
| Мохаммад Хади Киа-Шемшаки | Скоростной спуск  | 1:59.44           | 1:59.44           | 1:59.44        | 56             |